# Taizō Kawamoto
Pour les articles homonymes, voir Kawamoto.
Taizō Kawamoto (川本 泰三, Kawamoto Taizō), né le 17 janvier 1914 à Seto et mort le 20 septembre 1985, était un footballeur et entraîneur japonais. Il évoluait au poste d'attaquant.

## Biographie
Il est international nippon à neuf reprises entre 1934 et 1954 pour quatre buts inscrits. 
Il reçoit trois sélections en 1934 pour deux buts inscrits, puis deux en 1936 pour un but, et une sélection en 1940 pour un but. Il faut attendre 1954 pour le revoir en sélection, à trois reprises, sans inscrire de but. 
Il est titulaire dans les deux matchs du Japon aux JO de 1936. Le Japon est éliminé en quarts-de-finale. Le 3 mai 1954, alors qu'il est âgé de 40 ans et 106 jours, il dispute son dernier match en équipe nationale face à l'Inde (défaite 2-3), établissant ainsi le record du joueur le plus âgé en équipe du Japon. Il fait partie des joueurs sélectionnés pour les JO de 1956 mais il ne joue aucun match. 
En 1958, il est le sélectionneur de l'équipe du Japon, lors de deux matchs durant les jeux asiatiques de 1958 (Philippines et Hong Kong). Le Japon est éliminé au premier tour.